# Seznam angolskih politikov
Seznam angolskih politikov.

## A
- Roberto Francisco de Almeida
- Nito Alves
- Mário Coelho Pinto de Andrade

## C
- Pedro de Castro van Dúnem
- Carolina Cerqueira
- Odeth Ludovina Baca Joaquim Chilala
- Demostenes Amos Chilingutila
- Daniel Chipenda
- Abel Epalanga Chivukuvuku
- Jeremias Chitunda
- Adalberto Costa Júnior
- Esperança da Costa
- Viriato da Cruz

## D
- Lopo (F.F.) do Nascimento
- António Dembo
- Fernando da Piedade Dias dos Santos - Nandó
- Ana Dias Lourenço

## J
- Almerindo Jaka Jamba
- Paulino Pinto Joao

## K
- John Marques Gabriel Kakumba
- A. Jose Mateus Kandeya
- Paulo Kassoma

## L
- Lúcio Lara - Tchiweka
- Filomeno Vieira Lopes
- João Lourenço (João Manuel Gonçalves Lourenço)
- Paulo Lukamba

## M
- Florbela Malaquias
- Gaspar Martins
- João Bernardo de Miranda
- Marcolino J.C. Moco (Marcolino Moco)
- José Pedro de Morais

## N
- Netumbo Nandi-Ndaitwah
- Lopo do Nascimento
- A.(ntónio) Agostinho Neto (1922–1979)
- Miguel N'Zaupuna

## P
- Juliao Mateus Paulo
- Analia de Victoria Pereira
- Artur Pestana
- Georges Rebelo Pinto Chikoti

## R
- Holden Roberto

## S
- Isaías Samakuva
- Fernando da Piedade Dias dos Santos
- José Eduardo dos Santos (1942–2022)
- Jonas Savimbi
- Salviano de Jesus Sequeira
- Sophia Shaningwa
- Venâncio da Silva Moura
- Bornito de Sousa

## T
- Paulo Teixeira Jorge

## V
- Jorge Alicerces Valentim
- Afonso Van-Dúnem M'Binda
- Fernando J. F. D. van Dúnem (Fernando José de França Dias Van-Dúnem) (1934–2024)
- Mario Vasco
- Manuel Vicente

## X
- Mario Mello Henrique da Silva Xavier